# Mazowsze

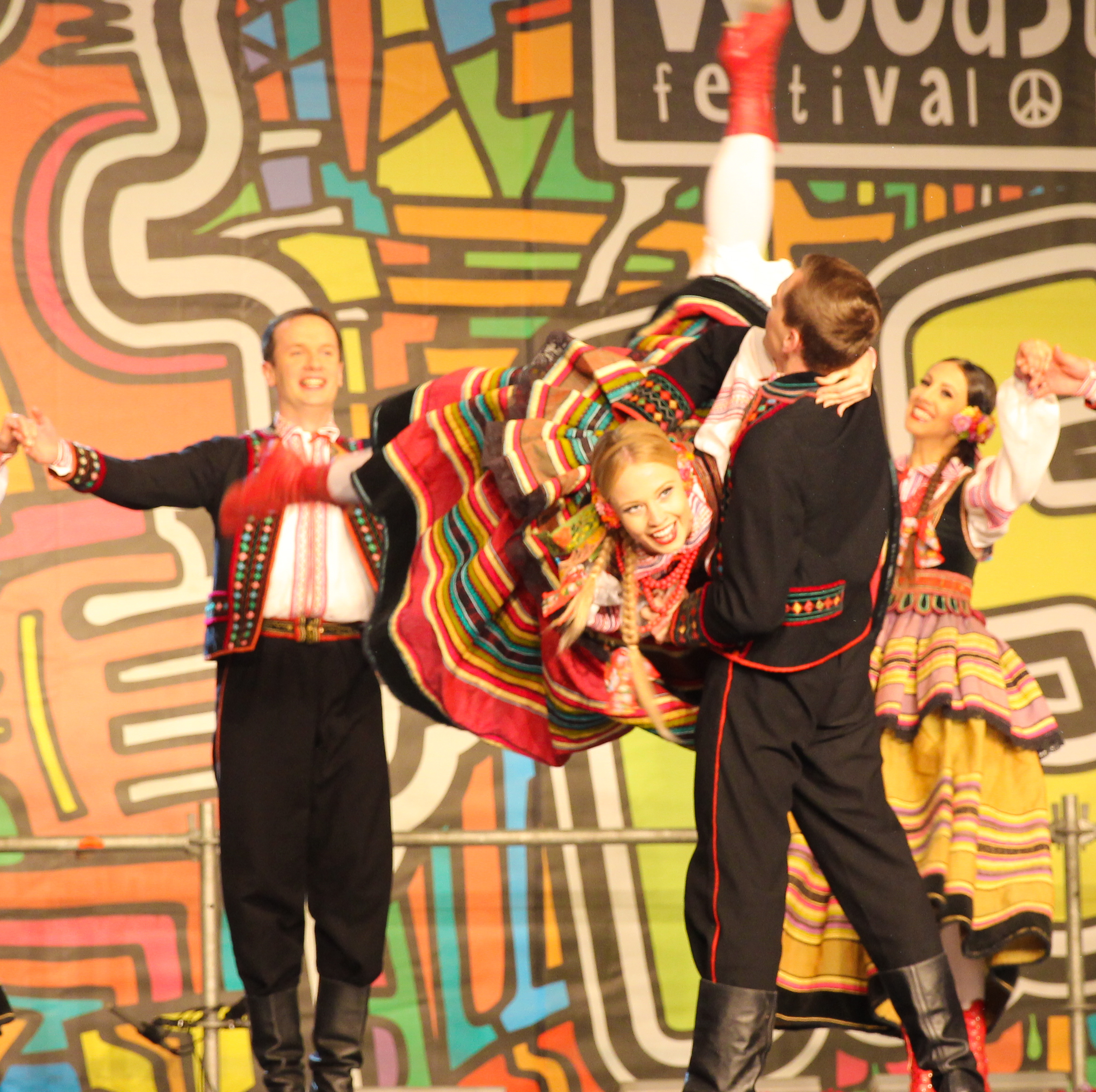
Das Ensemble auf der Haltestelle Woodstock 2013

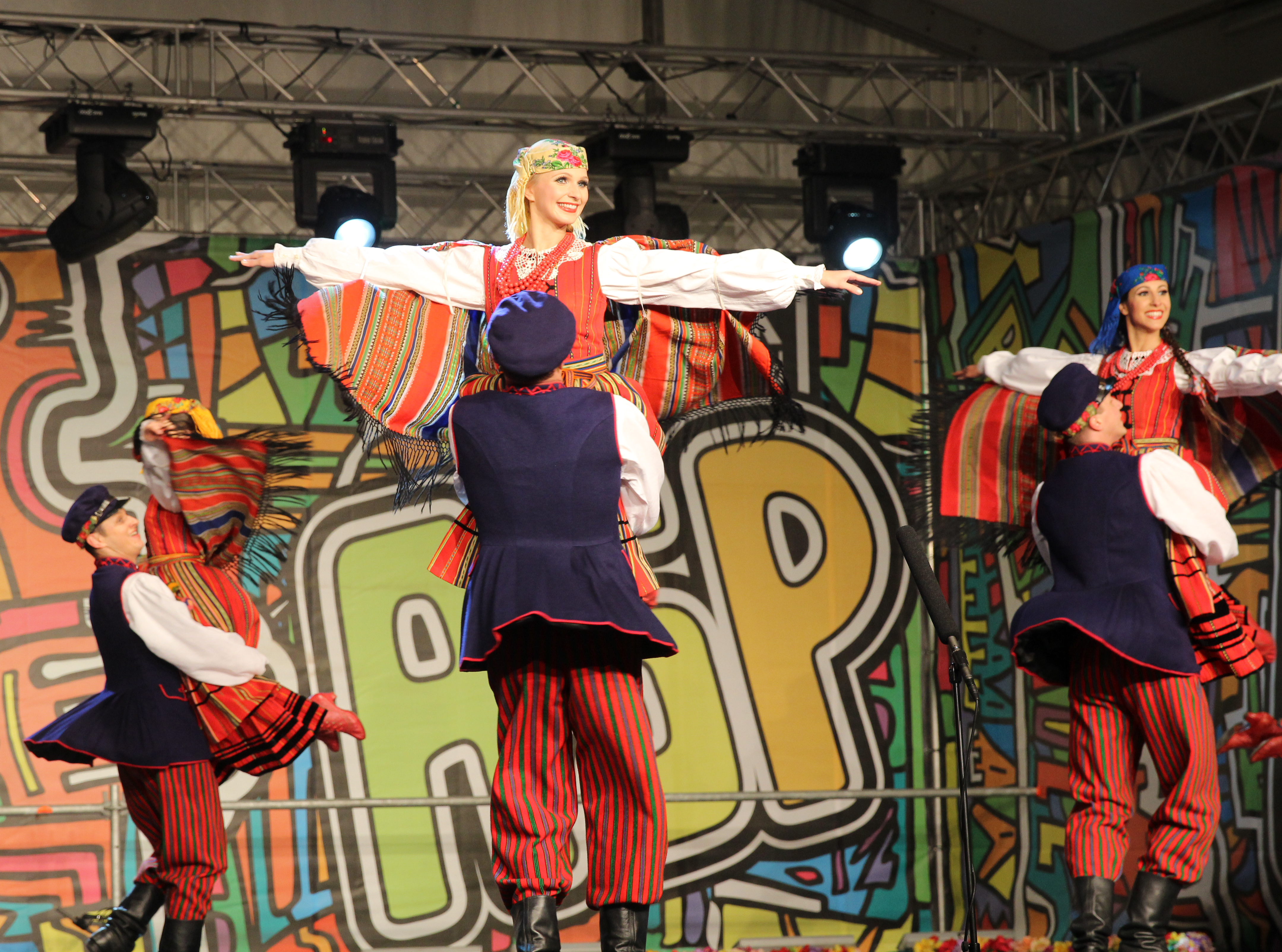
Vorführung auf der Haltestelle Woodstock 2013

Das Staatliche Tanz- und Gesangsensemble „Mazowsze“ patr. Tadeusz Sygietyński (poln. Państwowy Zespół Ludowy Pieśni i Tańca „Mazowsze“ im. Tadeusza Sygietyńskiego) ist eines der größten polnischen Ensembles, das die polnische Tradition der Volksmusik und des Volkstanzes pflegt.

## Geschichte
Das Ensemble Mazowsze wurde durch ein Dekret des Ministeriums für Kultur und Kunst am 8. Oktober 1948 ins Leben gerufen. Mit der Gründung wurde Professor Tadeusz Sygietyński beauftragt, der sich schon während des Zweiten Weltkrieges mit dem Gedanken der Gründung eines Folklore-Ensembles trug. Aufgabe des Ensembles war die Pflege der polnischen Folklore, angelehnt an das traditionelle Repertoire des Volkstanzes und des Volksgesanges. Die Premiere fand am 6. November 1950 im Teatr Polski in Warschau statt. Nach der Premiere in Warschau folgten weitere Auftritte in Polen, aber auch im Ausland.
Die erste Auslandsreise ging in die Sowjetunion (1951). Es folgten Reisen zu den Weltfestspielen nach Berlin (1951), nach China, Rumänien und Bulgarien, später auch in die westliche Welt, z. B. nach Paris (1954), New York (1960) sowie ca. weitere 6.500 Auftritte in Polen und 49 weiteren Ländern.
Im Jahr 1955 verstarb Tadeusz Sygietyński, der Gründer des Ensembles. Dieser Umstand warf einen Schatten auf die weitere Planung und Entwicklung des Ensembles. Es zeichnete sich sogar die Absicht ab, Mazowsze aufzulösen. Mira Zimińska-Sygietyńska übernahm dann die Leitung und behielt sie für über 40 Jahre bis zu ihrem Tod 1997. Danach wurde Mazowsze nacheinander von Brygida Linartas, Włodzimierz Jakubas und Jacek Kalinowski geleitet.

## Repertoire
Ursprünglich bestand das Repertoire des Ensembles aus Liedern und Tänzen der Region von Masowien (Zentralpolen, daher kommt auch der Name des Ensembles). Später, unter der Leitung von Mira Zimińska-Sygietyńska, wurde das Programm um Tänze und Lieder 39 weiterer ethnographischer Regionen Polens und sogar des Auslands erweitert. Die polnischen Nationaltänze, wie Krakowiak, Mazurek und Polonaise, haben dabei den höchsten Stellenwert. Nicht nur Folklore wird artistisch umgesetzt, es werden auch sakrale und patriotische Lieder präsentiert.